# 22597 Lynzielinski
22597 Lynzielinski è un asteroide della fascia principale. Scoperto nel 1998, presenta un'orbita caratterizzata da un semiasse maggiore pari a 2,3272780 UA e da un'eccentricità di 0,1084571, inclinata di 6,74433° rispetto all'eclittica.